# Semionotiformes
I semionotiformi (Semionotiformes, Arambourg & Bertin, 1958) sono un ordine di pesci attinotterigi. Si svilupparono verso la fine del Permiano, circa 253 milioni di anni fa, e raggiunse il suo massimo splendore tra il Triassico e il Giurassico (220 – 160 milioni di anni fa), per poi estinguersi nel corso del Cretaceo (circa 100 milioni d'anni fa). La famiglia dei lepisosteidi (Lepisosteidae), tuttora presente nei laghi americani, era un tempo classificata all'interno di quest'ordine.

## Descrizione
Il corpo dei semionotiformi era circondato da una pesante armatura costituita da scaglie ganoidi che si incastravano tra di loro. Queste scaglie sono spesse, di forma più o meno romboidale e dotate di una superficie simile a smalto. In generale, questi pesci erano robusti e dal corpo alto, mentre la testa era allungata e dal muso sottile. Le pinne anali e dorsali erano molto arretrate e la pinna caudale era corta ed eterocerca.

### Caratteristiche
Le caratteristiche diagnostiche dei semionotiformi includono l'assenza di ossa endopterigoidi (un paio di ossa dermiche nella bocca), un osso frontale tre volte più lungo che largo, ossa nasali lunghe e strette, una prominenza ossea a forma di anello dell'orbita aperta nella parte anteriore e formata da ossa infraorbitali tubolari o strette. Le ossa sopraorbitali erano piccole, e il sopracleitro (un osso del cinto pettorale) non possedeva una superficie articolare concava per l'articolazione con l'osso post-temporale. Erano presenti una o due file di denti lungo la cresta tra le branchie e i lati del cleitro. Il margine superiore della pinna caudale era formato da raggi simili a scaglie, e alla base del peduncolo caudale erano presenti una o due file di scaglie allungate. 

## Classificazione
L'ordine Semionotiformes venne istituito nel 1958 da Arambourg e Bertin, per accogliere alcuni pesci ganoidi ma dalle caratteristiche derivate, come Semionotus, Dapedium e Lepidotes. Successivamente, vari studi hanno determinato che l'ordine dei semionotiformi non comprende gli ultimi due generi citati, che invece fanno parte rispettivamente dei Dapediiformes e dei Lepisosteiformes. I semionotiformi, in ogni caso, sono considerati un gruppo di pesci ossei neotterigi appartenenti ai ginglimodi, probabilmente il sister taxon dei lepisosteiformi, e sono definiti come tutti quei taxa più vicini a Semionotus che non a Lepidotes, Lepisosteus, Dapedium o Amia. Al gruppo dei semionotiformi sono state ascritte anche le forme precedentemente considerate nell'ordine Macrosemiiformes e altre forme basali come Sangiorgioichthys o altre di incerta collocazione come Aphanepygus. 

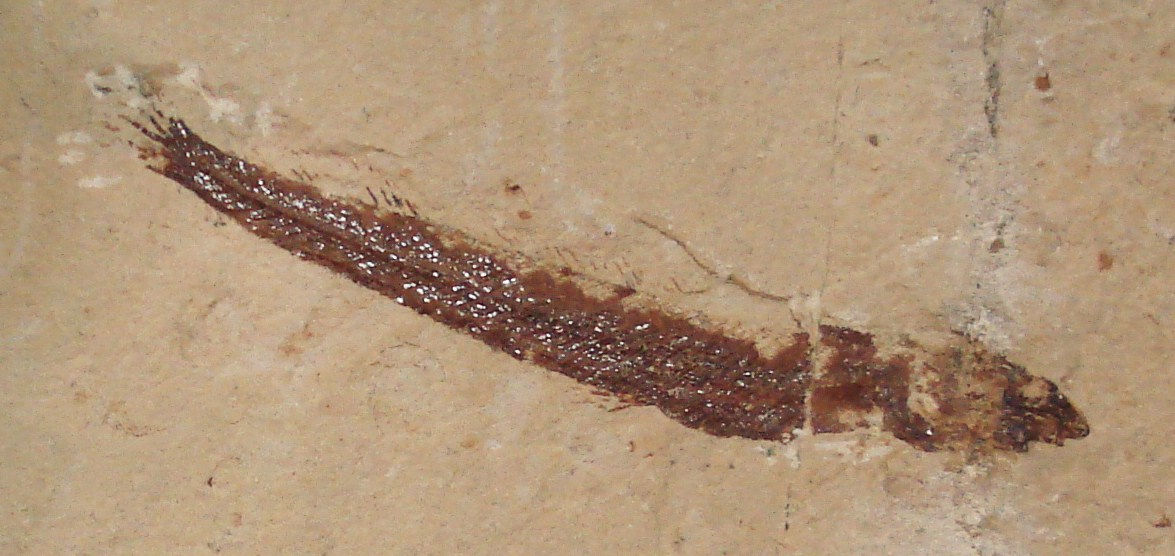
Fossile di Aphanepygus dorsalis, un semionotiforme basale

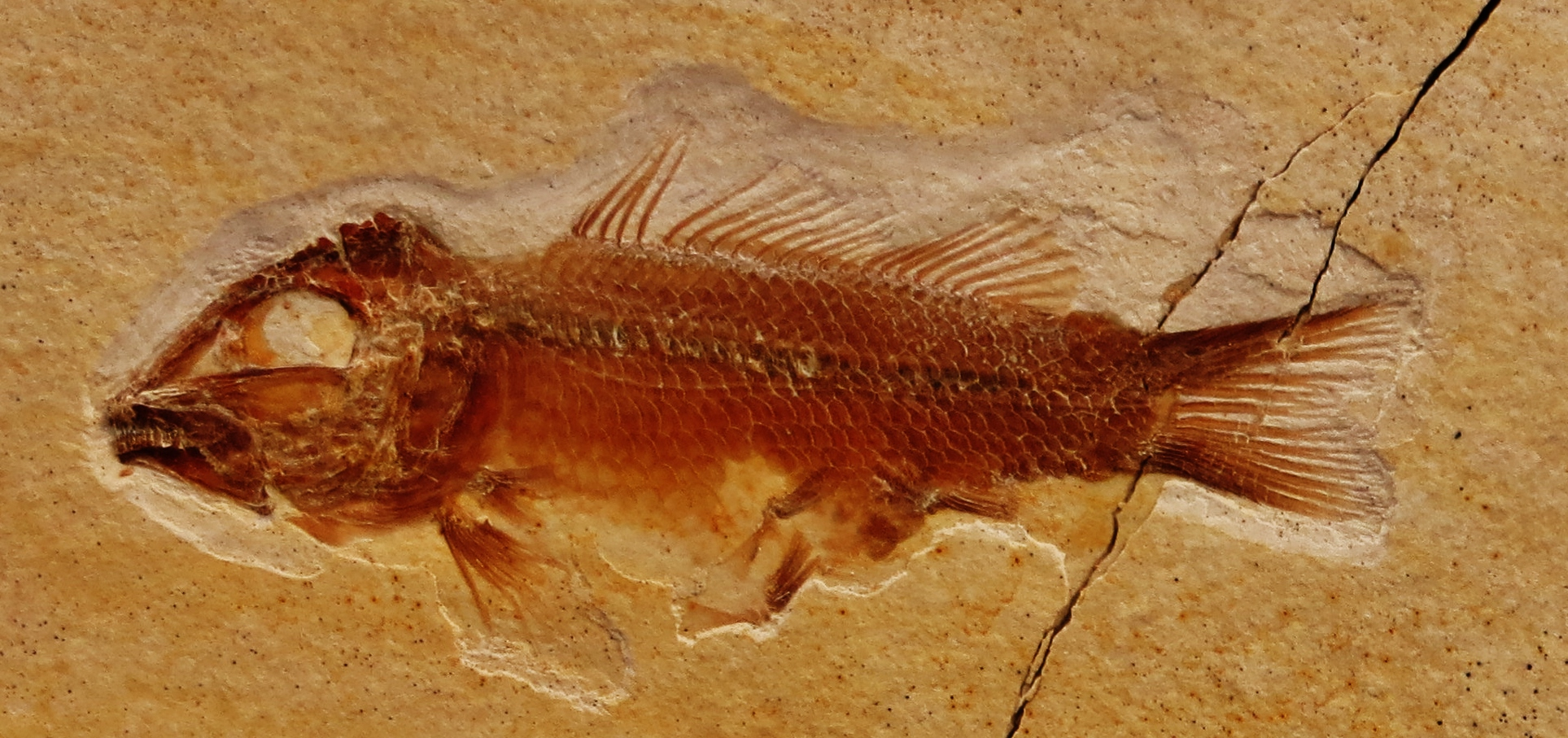
Fossile di Notagogus denticulatus, un macrosemiide

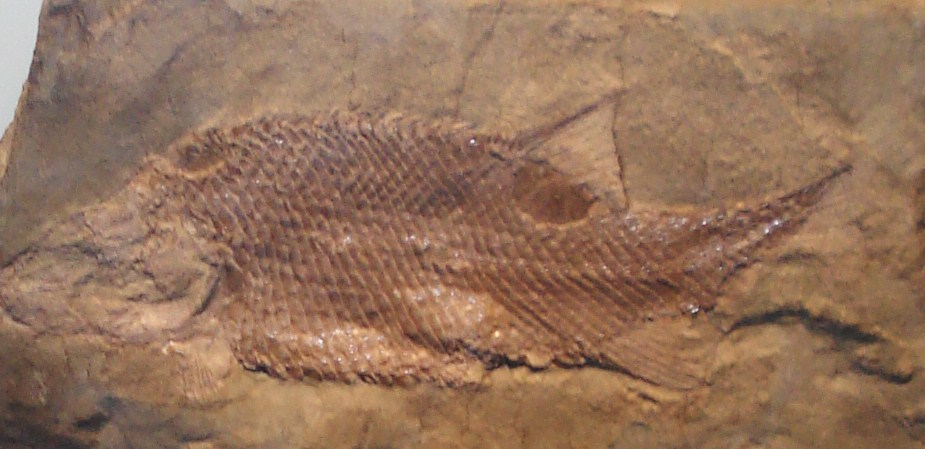
Fossile di Semionotus bergeri, un semionotide

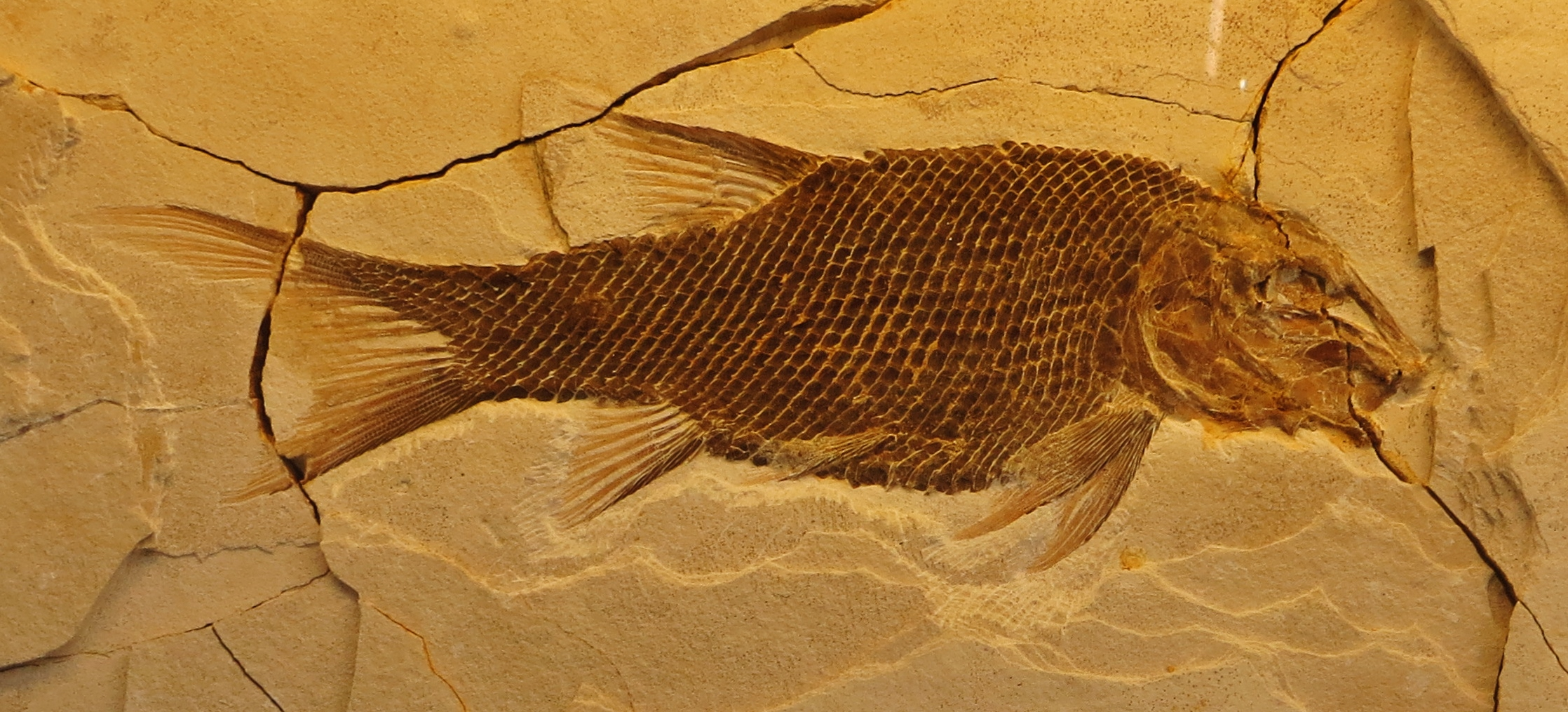
Fossile di Macrosemimimus fegerti, un callipurbeckiide

- Ordine †Semionotiformes Arambourg & Bertin 1958 sensu López-Arbarello 2012 [Macrosemiiformes Grande & Bemis 1998 sensu Nelson 2006][2][3][4][5]
  - †Acentrophorus Traquair 1877
  - †Pericentrophorus Jorg 1969
  - †Sangiorgioichthys Tintori & Lombardo 2007
  - †Luoxiongichthys Wen et al. 2011
  - †Aphanepygus Bassani 1879
  - †Placidichthys Brito 2000
  - †Paracentrophorus ? Piveteau 1940
  - Famiglia †Macrosemiidae Wagner 1860a corrig. Cope 1889 sensu Murray & Wilson 2009 [Macrosemii Wagner 1860a]
    - †Eusemius Vetter 1881
    - †Blenniomoeus Costa 1850 [Calignathus Costa 1853]
    - †Enchelyolepis Woodward 1918
    - †Palaeomacrosemius Ebert, Lane & Kolbl-Ebert 2016
    - †Voelklichthys Arratia & Schultze 2012
    - †Notagogus Agassiz 1833-1844 [Neonotagogus Bravi 1994]
    - †Agoultichthys Murray & Wilson 2009
    - †Histionotus Egerton 1854
    - †Propterus Agassiz 1833-1844 [Rhynchoncodes Costa 1850]
    - †Macrosemiocotzus González-Rodríguez, Applegate & Espinosa-Arrubarrena 2004
    - †Legnonotus Egerton 1853
    - †Macrosemius Agassiz 1833-1844
    - †Uarbryichthys Wade 1940

  - Famiglia †Semionotidae Woodward 1890 sensu López-Arbarello 2012
    - †Semionotus Agassiz 1832

  - Famiglia †Callipurbeckiidae López-Arbarello 2012 [Paralepidotidae Hadding 1919 ex Lund 1920]
    - †Occitanichthys López-Arbarello & Wencker 2016
    - †Semiolepis Lombardo & Tintori 2008
    - †Paralepidotus Stolley 1919
    - †Macrosemimimus Schröder, López-Arbarello & Ebert 2012
    - †Tlayuamichin López-Arbarello & Alvarado-Ortega 2011
    - †Callipurbeckia López-Arbarello 2012

|  | Callipurbeckiidae |
|  |                   |
|  | Semionotidae      |
|  |                   |

|  | \| \| Macrosemiidae \| \| \| \| \| \| Luoxiongichthys \| \| \| \| |
|  |                                                                   |
|  | Sangiorgioichthys                                                 |
|  |                                                                   |
|  | Macrosemiidae                                                     |
|  |                                                                   |
|  | Luoxiongichthys                                                   |
|  |                                                                   |

|  | Macrosemiidae   |
|  |                 |
|  | Luoxiongichthys |
|  |                 |

|  | Callipurbeckiidae |
|  |                   |
|  | Semionotidae      |
|  |                   |

|  | \| \| Macrosemiidae \| \| \| \| \| \| Luoxiongichthys \| \| \| \| |
|  |                                                                   |
|  | Sangiorgioichthys                                                 |
|  |                                                                   |
|  | Macrosemiidae                                                     |
|  |                                                                   |
|  | Luoxiongichthys                                                   |
|  |                                                                   |

|  | Macrosemiidae   |
|  |                 |
|  | Luoxiongichthys |
|  |                 |

|  | Callipurbeckiidae |
|  |                   |
|  | Semionotidae      |
|  |                   |

|  | \| \| Macrosemiidae \| \| \| \| \| \| Luoxiongichthys \| \| \| \| |
|  |                                                                   |
|  | Sangiorgioichthys                                                 |
|  |                                                                   |
|  | Macrosemiidae                                                     |
|  |                                                                   |
|  | Luoxiongichthys                                                   |
|  |                                                                   |

|  | Macrosemiidae   |
|  |                 |
|  | Luoxiongichthys |
|  |                 |

|  | Callipurbeckiidae |
|  |                   |
|  | Semionotidae      |
|  |                   |

|  | \| \| Macrosemiidae \| \| \| \| \| \| Luoxiongichthys \| \| \| \| |
|  |                                                                   |
|  | Sangiorgioichthys                                                 |
|  |                                                                   |
|  | Macrosemiidae                                                     |
|  |                                                                   |
|  | Luoxiongichthys                                                   |
|  |                                                                   |

|  | Macrosemiidae   |
|  |                 |
|  | Luoxiongichthys |
|  |                 |